# Jeph Loeb
Pour les articles homonymes, voir Loeb.
Compléments

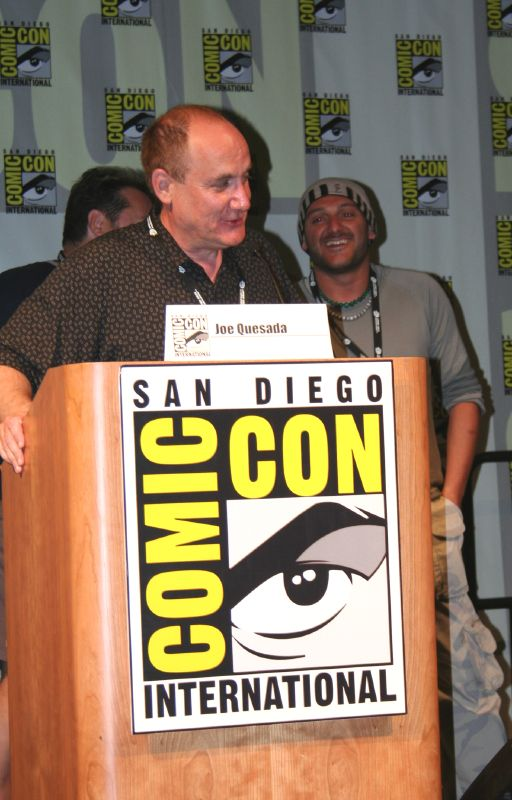
Jeph Loeb en 2006

Joseph « Jeph » Loeb III ou Jeff Loeb (né le 29 janvier 1958 à Stamford (Connecticut)) est un scénariste américain de bandes dessinées, de films et de séries télévisées.

## Biographie

### Le scénariste de cinéma
Au début des années 1980, Jeph Loeb suit des études de cinéma, dans le but de devenir scénariste. Ses professeurs se nomment notamment Miloš Forman ou Paul Schrader. Loeb rencontre un autre étudiant, nommé Mathew Wiseman. Ensemble, ils écrivent plusieurs scénarios. Leur première collaboration s'intitule Commando, également scénarisé par Steven E. de Souza. Le film est réalisé, avec Arnold Schwarzenegger dans le rôle principal. Par la suite, Loeb & Wiseman écrivent Teen Wolf (avec Michael J. Fox), La Pie voleuse (avec Whoopi Goldberg) ou encore Teen Wolf 2 (avec Jason Bateman).

### Les comics

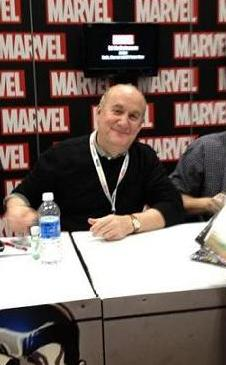
Jeph Loeb-New York Comic con 2012

En 1991, Jeph Loeb est approché par Warner Brothers pour réfléchir, en tant que scénariste, à un film autour du super-héros Flash. Le projet ne se concrétise pas mais permet à Loeb de nouer le contact avec le milieu des comics, notamment Jenette Kahn, éditrice chez DC. DC lui propose d'écrire la mini-série Challengers of the Unknown vol. 2 #1 - #8 (Mars -Octobre 1991). À cette occasion, il collabore pour la première fois avec le dessinateur Tim Sale. Leur entente est immédiate. Ensemble, ils réalisent plusieurs Halloween Specials pour le personnage Batman, puis créent deux sagas qui revisitent le passé du personnage : Batman : Un Long Halloween et Batman : Amère Victoire . Ils réalisent ensuite Superman For All Seasons, saga peinte sur les débuts de Superman.
Durant toute cette période, Jeph Loeb devient incontournable dans le monde des comics. Chez DC, il écrit de nombreux épisodes de la série Superman, crée Superman/Batman, introduit la nouvelle Supergirl et relance Batman avec Jim Lee. Chez Marvel, il contribue à des séries comme Cable, X Man ou X Men. Il reprend aussi sa collaboration avec Tim Sale pour trois sagas : Spider-man Blue, Hulk Grey et Daredevil Yellow.

### Les séries télé
Fort de sa double expérience (de scénariste de films et d'auteur de comics), Jeph Loeb est approché par l'équipe de la série Smallville, consacré à la jeunesse de Superman. Il devient producteur consultant pour la série pendant plusieurs années et quittera la série à la fin de la saison 4 après la fin de son contrat de trois ans et au fait qu'il devait s'occuper de son fils, atteint d'une grave maladie. Par la suite, il rejoint l'équipe de Lost et devient ensuite coproducteur exécutif de Heroes. Sur cette série, il collabore à nouveau avec Tim Kring (coscénariste de Teen Wolf 2). Il travaille également sur plusieurs projets inaboutis, telle que la série animée consacrée à Buffy contre les vampires.
En 2010, Jeph Loeb intègre la direction de Marvel en tant que responsable des adaptations télévisées. Il annonce à cette occasion plusieurs projets, parmi lesquels, une nouvelle série de L'Incroyable Hulk.

## Publications principales
(les titres suivis d'un* ont été traduits en français, même partiellement)
- Batman : Un Long Halloween *
- Batman : Amère victoire *
- Batman:Haunted Knight *
- Batman #608-619 (DC, 2002-2003) *
- Batman : Silence *
- Challengers of the Unknown vol. 2 #1-8 (DC, 1991)
- Daredevil:Yellow *
- Hulk:Gray *
- Soulfire *
- Spider-Man:Blue *
- Superman *
- Superman For All Seasons *
- Witching Hour (Vertigo)*

## Récompenses
- Cinq Wizard Fan Awards
- 1998 : prix Eisner de la meilleure mini-série pour Batman : Un long Halloween (avec Tim Sale)
- 1999 : prix Eisner du meilleur recueil pour Batman : Un long Halloween (avec Tim Sale)
- 2001 :  Prix Haxtur de la meilleure histoire courte pour Les Saisons de Superman no 4 : Hiver (avec Tim Sale)
- 2002 : prix Eisner du meilleur recueil pour Batman : Amère victoire (avec Tim Sale)
- 2007 : prix Eisner du meilleur numéro ou one-shot (Best Single Issue or One-Shot) pour Batman/The Spirit (avec Darwyn Cooke)
- 2017 : Prix Inkpot